# Frank Gonschorek
Frank Gonschorek es un deportista de la RDA que compitió en judo. Ganó una medalla de bronce en el Campeonato Europeo de Judo de 1964, en la categoría abierta.

## Palmarés internacional
| Campeonato Europeo | Campeonato Europeo    | Campeonato Europeo | Campeonato Europeo |
| Año                | Lugar                 | Medalla            | Categoría          |
| ------------------ | --------------------- | ------------------ | ------------------ |
| 1964               | Berlín Oriental (RDA) | Medalla de bronce  | Abierta            |